# Conquista francese della Tunisia
La conquista francese della Tunisia avvenne nel 1881 in due fasi: la prima (28 aprile - 12 maggio) consistente nell'invasione e messa in sicurezza del paese prima della firma di un trattato di protezione, e la seconda (10 giugno - 28 ottobre) consistente della repressione di una ribellione. Il protettorato francese della Tunisia istituito durò fino all'indipendenza della Tunisia il 20 marzo 1956.

## Contesto

### Primi contatti

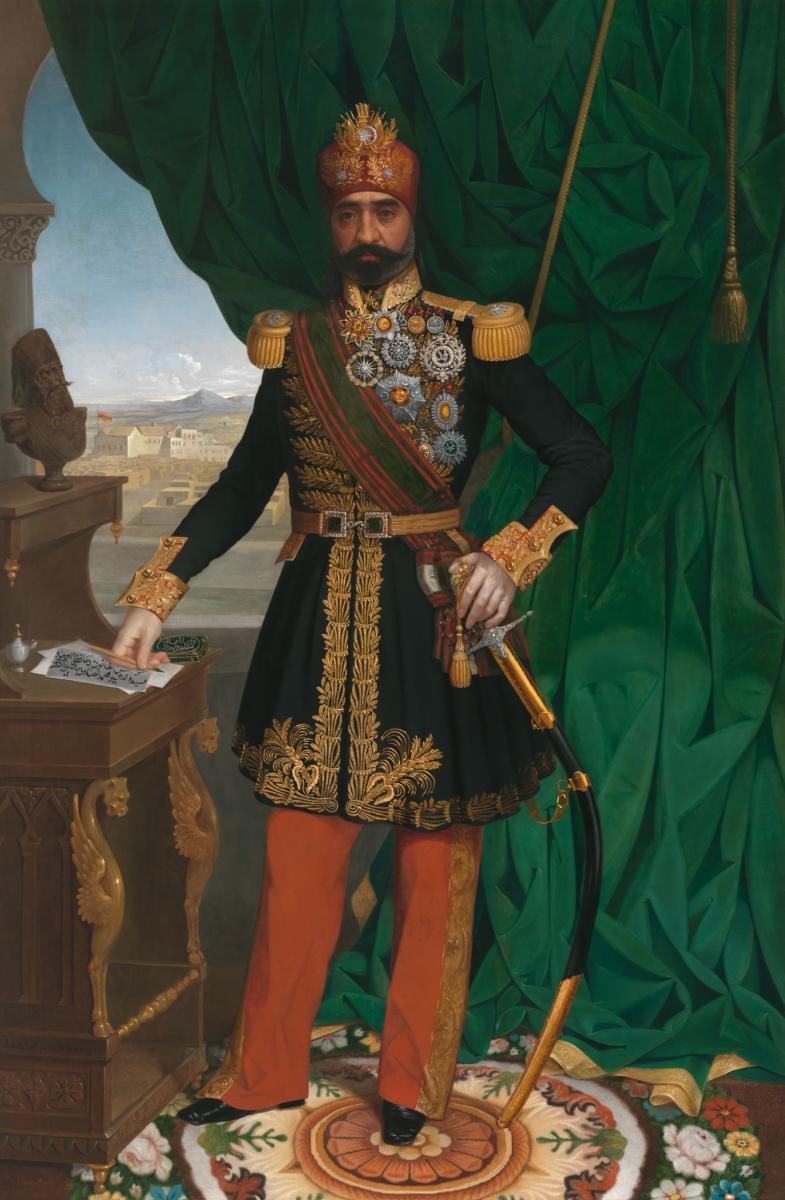
Muhammad III as-Sadiq (Sadok Bey), Bey di Tunisi tra il 1859 e il 1881.

La Tunisia era una provincia dell'Impero ottomano sin dalla conquista di Tunisi (1574), sebbene avesse una grande autonomia sotto l'autorità di un Bey. Nel 1770, il brigadiere Rafélis de Broves bombardò le città di Biserta, Porto Farina e Monastir come rappresaglia per gli atti di pirateria. Nel XIX secolo i contatti commerciali tunisini con l'Europa erano numerosi, e nel paese era presente una popolazione di espatriati francesi, italiani e britannici, rappresentati dai consolati. Anche la Francia aveva fatto un grosso prestito alla Tunisia a metà del XIX secolo. Il governo tunisino era debole, con un sistema fiscale inefficiente che gli portava solo un quinto delle tasse riscosse. L'economia era paralizzata da una serie di siccità e dall'eliminazione dei corsari da parte delle flotte occidentali. Infine, i tunisini avevano poco controllo sul commercio estero poiché gli antichi accordi del XVI secolo con le potenze europee limitavano le tasse doganali al 3%. Di conseguenza, la sua piccola industria fu devastata dalle importazioni, soprattutto nel settore tessile.

### Competizione coloniale
Dopo la guerra franco-prussiana del 1870-1871, il prestigio internazionale della Francia fu gravemente danneggiato e sia l'Italia che il Regno Unito tentarono di rafforzare la loro influenza in Tunisia. Il rappresentante italiano fallì ma il rappresentante britannico Richard Wood ebbe più successo. Per limitare l'influenza francese, Wood ottenne il ripristino della Tunisia come provincia dell'Impero ottomano nel 1871, sebbene venisse garantita anche l'autonomia della regione. La Gran Bretagna continuò a cercare di esercitare l'influenza attraverso iniziative commerciali, ma queste non ebbero successo. C'erano anche varie controversie sulla proprietà della terra tunisina tra Francia, Gran Bretagna e Italia.
I francesi volevano prendere il controllo della Tunisia, che confinava con la loro colonia esistente dell'Algeria, e sopprimere lì l'influenza italiana e britannica. Al Congresso di Berlino del 1878, fu stipulato un accordo diplomatico affinché la Francia prendesse il controllo della Tunisia e la Gran Bretagna ottenesse il controllo di Cipro dagli ottomani.  Successivamente, l'uso del territorio tunisino come santuario da parte di bande ribelli della Crumiria fornì come pretesto per l'intervento militare.

## Occupazione

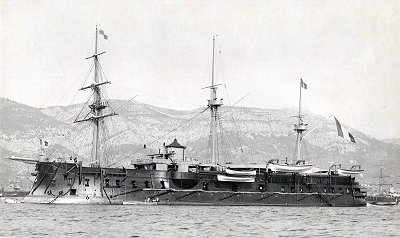
La corazzata Colbert prese parte all'invasione della Tunisia.

Il 28 aprile 1881, 28 000 uomini al comando del generale Forgemol de Bostquénard entrarono in Tunisia. Il 1º maggio la città di Biserta si arrese agli 8 000 uomini di Jules Aimé Bréart, che poi proseguì per Tunisi.
Bréart entrò a Tunisi tra il 3 e il 6 maggio 1881 e aveva in suo possesso il Trattato del Bardo che istituiva un protettorato sulla Tunisia, che gli era stato appena cablato dal governo francese. L'11 maggio Bréart, il console generale Théodore Roustan, e il generale Pierre Léon Mauraud, accompagnati da una scorta armata, presentarono il trattato a Muhammad III as-Sadiq (Sadok Bey), Bey di Tunisi tra il 1859 e il 1881, che risiedeva a Ksar Disse. Sorpreso, Sadok Bey richiese diverse ore di riflessione e raccolse immediatamente il suo gabinetto. Alcuni dei suoi membri insistettero affinché il bey scappasse verso Kairouan per organizzare la resistenza, ma Sadok Bey decise di accettare il protettorato. Il Trattato del Bardo fu firmato da entrambe le parti il 12 maggio 1881.
Un'insurrezione scoppiò presto nel sud il 10 giugno 1881, e poi a Sfax. Sei corazzate furono inviate da Tolone (Colbert, Friedland, Marengo, Trident, Revanche, Surveillante) per unirsi alle navi della Marina francese nelle acque tunisine. A Sfax erano già presenti tre corazzate della Divisione del Levante (Alma, Reine Blanche, La Galissonnière), insieme a quattro cannoniere. Sfax fu bombardata, e il 16 luglio la città fu investita dopo duri combattimenti, con 7 morti e 32 feriti per i francesi. A Kairouan sbarcarono 32 000 uomini, 6 000 cavalli e 20 000 tonnellate di rifornimenti e materiale. Kairouan fu conquistata senza combattimenti il 28 ottobre 1881.

## Conseguenze
Gran Bretagna e Germania approvarono silenziosamente l'invasione del Paese, mentre l'Italia protestò invano.
La Tunisia divenne così un protettorato francese, con grandi poteri per i francesi, essendo il governatore francese contemporaneamente primo ministro, controllore delle finanze dello Stato e comandante in capo delle sue forze armate. Nel 1882, Paul Cambon approfittò energicamente della sua posizione di governatore, lasciando il Bey essenzialmente impotente, e amministrando a tutti gli effetti la Tunisia come un'altra colonia francese. I francesi stabilirono un'importante base navale a Biserta nel 1898.
L'Italia avrebbe risposto con la guerra italo-turca del 1911-1912 che portò all'occupazione italiana della Libia.